# ショゼール地区
ショゼール地区（英語: Choiseul District）は、セントルシアの地区のひとつ。首府はショゼール。

## 隣接行政区画
- スフレ地区
- ラボリー地区